# Otolithoides biauritus
Otolithoides biauritus es una especie de pez de la familia Sciaenidae en el orden de los Perciformes.

## Morfología
• Los machos pueden llegar alcanzar los 160 cm de longitud total.

## Alimentación
Come peces pequeños y invertebrados

## Hábitat
Es un pez de mar de clima tropical y demersal.

## Distribución geográfica
Se encuentra desde el Pakistán, y a lo largo de las costas de la India y Sri Lanka, hasta la Península de Malaca, Sumatra, Borneo y el Vietnam.

## Uso comercial
Es importante como alimento para los humanos y se comercializa fresco y en salazón (incluyendo la vejiga natatoria) en los mercados.